# Kanton Saint-Clar
Kanton Saint-Clar (fr. Canton de Saint-Clar) je francouzský kanton v departementu Gers v regionu Midi-Pyrénées. Skládá se z 18 obcí.

## Obce kantonu
- Avezan
- Bivès
- Cadeilhan
- Castéron
- Estramiac
- Gaudonville
- L'Isle-Bouzon
- Magnas
- Mauroux
- Pessoulens
- Saint-Clar
- Saint-Créac
- Saint-Léonard
- Tournecoupe